# Pardosa haupti
Pardosa haupti là một loài nhện trong họ Lycosidae.
Loài này thuộc chi Pardosa. Pardosa haupti được Da-xiang Song miêu tả năm 1995.